# Oblivion (tango de Astor Piazzolla)
Oblivion es una composición instrumental de Astor Piazzolla de 1982, la cual forma parte de la banda sonora de Enrico IV, película de Marco Bellocchio. La pieza originalmente estaba instrumentada para bandoneón, piano y bajo. Se ha convertido en una de las obras más populares de Piazzolla, siendo versionada en una gran cantidad de dotaciones instrumentales y grabada en muchas producciones discográficas.

## Historia
La pieza fue compuesta por Astor Piazzolla en 1982, durante su estancia en la ciudad de Nueva York. Piazzolla la compuso tratando de evocar la imagen musical del olvido.
La pieza fue incluida en la película Enrico IV, por Marco Bellocchio, en 1984. La obra es una adaptación de la obra de teatro autorreferencial de Luigi Pirandello, en la cual el personaje que representa a Enrique IV en una obra de teatro, sufre una caída y pierde la conciencia, y al despertar ya ha asumido la identidad del personaje representado; es decir, el rey Enrique IV. Desde entonces la pieza se convirtió en una de las más populares de Piazzolla, siendo considerada como cautivante y atmosférica.
En mayo de 2021, el Teatro del Bicentenario de San Juan, realizó una exposición titulada "Oblivion, los sonidos del silencio", en alusión a la pieza de Piazzolla. Esta exposición realizada en el contexto del Día Internacional de los Museos, ofrecía una colección de instrumentos, así como un homenaje al propio Astor Piazzolla.

## Análisis
La pieza se trata de una milonga lírica, ritmo musical uruguayo-argentino que es precursor del tango. La pieza evoca nostalgia y tristeza; tomando en cuenta que la palabra inglesa 'oblivion' se puede traducir como 'olvido' en español.
Originalmente la pieza está escrita para la dotación instrumental de bandoneón, piano y bajo. La partitura marca Adagio y el compás está en 4/4. La tonalidad de la obra es do menor y tiene una estructura A-B-A'.
El tema principal, es tocado por el bandoneón desde el inicio, con un acompañamiento arpegiado que es sutil. La melodía es melancólica y está construida con notas prolongadas. Hay una sección intermedia con un cierto contraste.

## Versiones
Oblivion es una pieza popular de Piazzolla, por lo que ha sido versionada y grabada en diversas ocasiones. Hay diversas versiones para piano solo, clarinete tipo klezmer, cuarteto de saxofones, oboe y orquesta, etc.
Existe una versión de la pieza con letra, la cual fue escrita por Horacio Ferrer. Más tarde, el compositor neoyorquino, David McNeil también le añadió una letra alternativa.

## Discografía
- Astor Piazzolla – Oblivion. Joker International, 1998[6]
- New Musette. Richard Galliano Quartet. Harmonia Mundi / Label Bleu, 1991[7]
- Gidon Kremer: Hommage À Piazzolla. Nonesuch, 1999[8]
- Astor Piazzolla: Oblivion. Orchestra da Camera Italiana, Salvatore Accardo. Fonè, 2007[9]
- Martha Argerich Edition: Solos & Duos. Martha Argerich (piano) y Eduardo Hubert (piano). EMI Classics, 2011[10]